# Nashat Akram
Pour les articles homonymes, voir Akram.
Nashat Akram Ali (né le 12 septembre 1984 à Hilla) est un footballeur international irakien évoluant au poste de milieu de terrain offensif au sein de la sélection irakienne (93 sélections, 13 buts marqués).
En mai 2009 il annonce sa signature au club néerlandais du FC Twente.

## Palmarès

### En club
Il est Champion du Qatar en 2009 avec Al Gharrafa Doha.

### En sélection
Il termine à la 4e place aux Jeux olympiques d'été de 2004.
Avec l'Irak, il remporte la Coupe d'Asie des nations en 2007 en battant l'Arabie Saoudite en finale. 

### Distinction individuelle
Il est élu meilleur joueur étranger du championnat saoudien lors de la saison 2005-2006.
Il est élu meilleur joueur de l'année 2009 en Asie par la FIFA.

## Sa famille
Son père est mort quand il était petit. Il est deuxième enfant dans la famille et il a deux frères. Nashat n'est pas marié.